# 神勇CID
《神勇CID》(Siblings of Vice and Virtue)是香港電視廣播有限公司1986年拍攝的電視連續劇，全劇共20集，監製伍潤泉。主要演員有張兆輝、陳敏兒、狄波拉、何美婷、唐麗球、韓馬利、曾江、李國麟、戴志偉等，本劇是張兆輝首部擔任第一男主角的電視劇。

## 故事大綱
警隊沙展劉振輝因女友馬思敏被毒販所殺，決心追查主謀。另一方面，劉振輝上司程進本與任職警隊投訴科幫辦的江寶華自小青梅竹馬，但因程進的大男人作風，導致二人分手收場，失意的寶華最後更與振輝發展成情侶，三個本為同僚的好友演變成一段錯綜複雜的三角戀愛。

## 演員表
- 張兆輝 飾 劉政輝
- 陳敏兒 飾 江寶華
- 狄波拉 飾 易海倫
- 何美婷 飾 劉麗瓊
- 唐麗球 飾 馬思敏
- 韓馬利 飾 劉美珍
- 曾　江 飾 周　權
- 李國麟 飾 程　進
- 戴志偉 飾 賈若龍
- 徐廣林
- 何璧堅
- 陸應康
- 胡美儀
- 楊菁菁
- 談泉慶
- 彭浩明
- 鄭少萍
- 馮夢麗
- 曾慧雲
- 基保羅
- 洪志明
- 白　茵
- 嚴秋華
- 梁志芳
- 鄧舜年
- 崔士明
- 羅麗娟
- 吳業光
- 霍家禮
- 馬慧玲
- 陳中堅
- 梁潔芳
- 許紹雄
- 何廣倫
- 鮑　方
- 羅　蘭
- 蘇漢生
- 陳俊成
- 馬慶生
- 徐威信
- 羅國維
- 余慕蓮
- 陳安瑩
- 陳軍戎
- 盧國偉
- 鄭君幟
- 麥皓為
- 黃思恩
- 黎耀祥
- 何禮男
- 梁　愛
- 駱應鈞
- 黃敏儀
- 譚一清
- 佩　雲
- 陳淑宜
- 藍　天
- 朱　剛
- 黎壁光
- 許紹雄
- 李國平
- 馬慧玲
- 虞天偉
- 凌　漢
- 鮑偉亮
- 白　蘭
- 區　嶽
- 黎少芳
- 黃宗賜
- 孫季卿
- 林文偉
- 梁潔華
- 吳博君
- 劉偉海
- 劉　江
- 曹　濟
- 文忠萍
- 梁錦燊
- 駿　雄
- 張文光
- 方偉明
- 梁　聰
- 梁淑兒
- 陳紹華
- 黃志偉
- 徐佑麟
- 陳嘉賢
- 羅振彪
- 朱鐵和
- 曾偉明
- 楊子韜